# بوتوفيتسي
بوتوفيتسي (بالبلغارية: Поповци)‏ قرية تقع إدارياً ضمن مقاطعة غابروفو في بلغاريا. ويبلغ عدد سكانها 509 نسمة حسب تعداد 15 مارس 2015. تعتمد بوتوفيتسي للبريد على الرمز البريدي 5345.